# Cội nguồn sự sống
Cội nguồn sự sống là quá trình phát triển tự nhiên từ vật chất vô cơ thông qua sự phức tạp hóa các hợp chất cacbon, hình thành các đại phân tử protein và các nucleic làm thành một hệ tương tác có khả năng tự nhân bản và tự đổi mới.

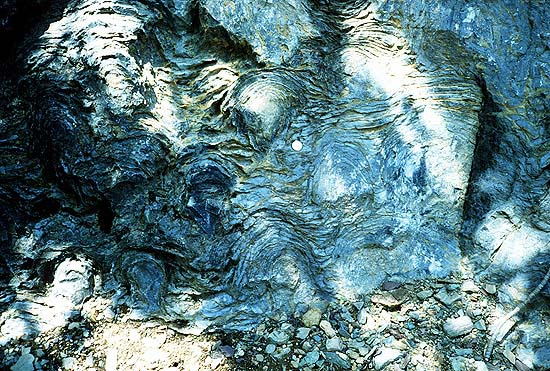
Một hòn đá stromatolites (một loại đá trầm tích cổ, thường chứa các loại vi khuẩn hóa thạch) tìm thấy ở công viên quốc gia Glacier, Mỹ. Vào năm 2002, William Schopf của UCLA đã cho rằng mẫu đá này đã có từ 3.5 tỉ năm trước.Xem thêm ở Is this life?. Nếu đúng, đây có thể là hình thái sự sống đầu tiên trên Trái Đất.

Nghiên cứu về nguồn gốc sự sống là một trong những lĩnh vực được biết đến rất hạn chế mặc dầu hầu hết những hiểu biết của con người về bộ môn sinh học và thế giới tự nhiên là dựa trên nó. Mặc dù công việc nghiên cứu về lĩnh vực này rất chậm nhưng nó luôn luôn thu hút sự chú ý của nhiều người bởi vì đây là một câu hỏi rất lớn và rất khó. Một số những sự kiện đã cho chúng ta biết một phần điều kiện tạo nên sự sống, nhưng cơ chế bên trong tạo nên sự sống vẫn là một điều bí ẩn.

## Những tư tưởng về sự sống đầu tiên: Aristotle, Pasteur, Darwin, Oparin
Vào thế kỉ thứ 4 trước Công nguyên, Aristotle đã trình bày dựa trên những điều mà con người thời đó biết được, ít nhất là ở châu Âu, rằng những vật thể sống phát sinh từ những vật thể không sống. Ví dụ như bọ chét và chuột phát sinh từ những đống rác cũ hay bột mì, những con giòi và ruồi trong thịt thối, rệp trong sương. Cuộc sống, nói ngắn gọn hơn, là bắt nguồn từ sự phát triển tự nhiên.
Những nhà khoa học đầu thế kỉ 18 đã lật đổ những học thuyết của Aristotle, nhưng phải đến những thí nghiệm của Louis Pasteur vào năm 1862 người ta mới chắc chắn rằng một nơi đã được vô trùng thì sẽ vĩnh viễn không có bất cứ sinh vật nào phát sinh trong nó được nữa. Ngoài ra ông cũng cho rằng sự sống chỉ có thể phát sinh từ những cơ thể sống phức tạp khác. Những công trình của Pasteur có thể được tóm tắt trong một định luật mà ngày nay chính là nền tảng của thuyết tiến hóa hiện đại: Định luật phát sinh sinh vật: "Mọi cuộc sống đều bắt đầu từ trứng" (nguyên bản tiếng Latinh omne vivum ex ovo). Và thực tế thuyết tiến hóa sinh học không hề có nhiệm vụ chứng minh sự sống từ đâu ra (cũng giống như thuyết vạn vật hấp dẫn không có nhiệm vụ chứng minh trọng lực từ đâu xuất hiện), nó chỉ có nhiệm vụ giải thích sự đa dạng mà thống nhất và thống nhất trong sự đa dạng của sự sống. Tuy nhiên sự sống hoàn toàn có thể bắt nguồn từ các chất hữu cơ đơn giản (abiogenesis).Trong tiếng Việt gọi là tiến hóa hóa học
Ngành khoa học sinh vật hiện đại đang phải đương đầu với một câu hỏi cao hơn: sự sống bắt nguồn "đầu tiên" ở đâu? Pasteur đã chứng minh rằng những sinh vật bậc cao không thể phát sinh một cách tự nhiên. Lý thuyết về tiến hóa của Charles Darwin đã đưa ra một cơ chế để giải thích điều này: sinh vật phải mất hàng triệu năm để tiến hóa từ những dạng cơ bản, nhưng nó sẽ không mang những đặc điểm như lúc trước nữa, nhưng những sinh vật cơ bản ấy sẽ từ đâu ra? Darwin rất quan tâm đến vấn đề này. Trong một lá thư gửi cho Joseph Dalton Hooker ngày 1 tháng 2 năm 1871, Darwin đã cho rằng sự sống bắt nguồn từ "một cái hồ nước ấm áp có chứa đầy các loại muối ammonia và phosphat, ánh sáng, nhiệt độ, điện,... để các hợp chất protein có thể hình thành và trải qua những biến đổi phức tạp". Tiếp theo đó, Darwin tìm cách lý giải luận điểm của mình "vào bây giờ, những điều kiện như thế nếu tồn tại sẽ bị biến mất ngay lập tức, ngoại trừ trước khi tất cả các sinh vật sống được sinh ra". Nói một cách khác, sự khai sinh các dạng sống phức tạp có thể một phần nào ngăn cản sự tạo thành những hợp chất hữu cơ cơ bản trên Trái Đất, một điều kiện khiến cho việc đi tìm câu trả lời cho câu hỏi trên nằm trong phòng thí nghiệm.
Câu trả lời cho câu hỏi của Darwin vẫn nằm ngoài tầm hiểu biết của khoa học hiện đại, và hầu như không có một tiến bộ nào trong lĩnh vực này vào thế kỉ 19. Năm 1936, Aleksandr Ivanovich Oparin, trong cuốn sách nổi tiếng của mình "The Origin of Life on Earth" (Nguồn gốc của sự sống trên Trái Đất), đã cho thấy rằng sự hiện diện của không khí chứa oxy và những hình thái sống phức tạp đã ngăn cản những chuỗi phản ứng có thể tạo nên sự sống. Oparin còn cho rằng, một "món súp nguyên thủy" với những hợp chất hữu cơ chỉ có thể tạo thành ở những nơi thiếu oxy, qua ánh sáng Mặt Trời. Sau đó, ông cho rằng chính những hợp chất hữu cơ cao phân từ hòa tan trong nước thành các dung dịch keo, các dung dịch keo này có thể hòa tan vào nhau tạo thanh những giọt rất nhỏ gọi là coacervate. Những giọt này có thể lớn lên nhờ hấp thụ các giọt khác, có thể sinh sản khi có những tác động cơ giới chia nó ra làm các hạt nhỏ hơn, do đó nó có các tính chất cơ bản của một tế bào nguyên thủy. Tất cả những học thuyết hiện đại đều khởi đầu từ những luận điểm của Oparin.

## Những thuyết hình thành sự sống hiện đại
Trong thực tế không có một thuyết chuẩn nào về nguồn gốc sự sống. Tuy nhiên, những thuyết được người ta chấp nhận nhiều nhất đều được xây dựng trên một số những phát hiện về cấu trúc phân tử và tế bào. Chúng bao gồm những luận điểm sau:
1. Ở những điều kiện thích hợp, những vật chất không sống có thể tạo nên những phần cấu tạo nên tế bào sống, như amino acid. Điều này đã được chứng minh qua thí nghiệm Urey-Miller do Stanley L. Miller và Harold C. Urey vào năm 1953.
2. Những hợp chất phospholipid với độ dài thích hợp có thể tạo nên màng lipid, một trong hai thành phần chủ yếu của màng tế bào.
3. Quá trình trùng hợp của nucleotide trở thành những mạch RNA ngẫu nhiên dẫn đến sự nhân đôi các ribozyme (giả thuyết về "Thế giới RNA" của Carl Woesoe).
4. Những thúc đẩy tự nhiên về tính xúc tác tốt và tính đa dạng đã tạo nên các ribozyme có khả năng chuyển hóa peptide thành các hạt protein nhỏ. Từ đó, các oligopeptide cùng với RNA tạo thành những chất xúc tác tốt hơn hình thành. Do đó sinh ra các hạt ribosome, làm cho sự hình thành các protein được dễ dàng hơn.
5. Protein đã vượt qua ribozhyme về khả năng xúc tác, và trở thành một lớp màng sinh học cơ bản nhất. Acid nucleic chỉ còn tìm thấy trong các gen tế bào.

Nguồn gốc của các tế bào, trong khi chưa được rõ ràng, có thể gây ra tranh cãi về mức độ quan trọng và thứ tự của bước 2 và 3. Những hợp chất vô cơ và hữu cơ cơ bản nhất tạo nên sự sống là methane (CH4), ammonia (NH3), nước (H2O), hydro sulfide (H2S), carbon dioxide (CO2) và phosphat (PO43-). Cho đến năm 2006, chưa có một ai đã điều chế nhân tạo được một tế bào nguyên mẫu từ những chất cơ bản. Nhà sinh vật học John Desmond Bernal, đã đưa ra ba quá trình mà qua đó sự sống hình thành:
Bước 1: Sự hình thành các monomer
Bước 2: Sự hình thành các polymer
Bước 3: Sự tiến hóa từ các cấp độ phân tử lên đến tế bào
Bernal còn cho rằng: sự chọn lọc tự nhiên như Darwin có thể bắt đầu từ rất sớm, có khi từ giữa giai đoạn 1 và 2.